# José Luccioni (acteur)
Ne doit pas être confondu avec son grand-père, José Luccioni (chanteur).
Pour les articles homonymes, voir Luccioni.
José Luccioni est un acteur et directeur artistique français, né le 1er août 1949 à Paris 14e (Seine) et mort le 2 juin 2022 à Neuilly-sur-Seine (Hauts-de-Seine).
Très actif dans le doublage, il a notamment été la voix française régulière d'Al Pacino entre 1995 et 2021.
Il a dirigé également le doublage de nombreux films, séries et téléfilms.

## Biographie

### Jeunesse et formation
D'origine corse, José Philippe Luccioni naît le 1er août 1949 à Paris 14e (Seine). Il est le fils du baryton Jacques Luccioni (lui-même fils du ténor José Luccioni (1903-1978)), et de la comédienne Micheline Luccioni (née Micheline Labourot, 1930-1992).

### Doublage
En 1976, au terme d'une répétition pour l'émission Au théâtre ce soir avec Dominique Paturel, ce dernier le présente au directeur artistique Jacques Barclay, à l'occasion d'une session de doublage. Celui-ci lui fait passer un essai concluant qui le lance dans le milieu du doublage. Il double ainsi les jeunes John Travolta dans Carrie au bal du diable (1976) et Richard Gere dans À la recherche de Mister Goodbar (1977), ainsi que quelques séries d'animation comme Candy (1978-79), Il était une fois… l'Espace (1982) et Les Mystérieuses Cités d'or (1982-83).
Dans les années 1980, il double de nombreux films d'horreur tels Cannibal Holocaust (1980), Massacres dans le train fantôme (1981), Le Tueur du vendredi (1981), Hurlements (1981), Creepshow (1982) ou encore Les Griffes de la nuit (1984).
En 1995, il devient la voix française régulière d'Al Pacino après Bernard Murat et Sylvain Joubert, ainsi que celle de Beau Bridges et Kevin Weisman. Il double aussi entre autres Joe Mantegna, Harvey Keitel ou Edward James Olmos. À partir de la fin des années 1990, Il dirige parallèlement le doublage de nombreux films, séries et téléfilms, dont le redoublage des deux premiers volets de la saga du Parrain où il prête sa voix à Marlon Brando, Pacino étant pour sa part exceptionnellement doublé par Alexis Victor.
Présent dans de nombreux jeux vidéo à partir des années 2000, il est notamment la voix de Marcus Fenix dans la saga Gears of War (2006-2019), Victor « Sully » Sullivan dans la saga Uncharted (2007-2016), « T-Bone » dans la saga Watch Dogs (2014-2020), ou encore celle de Torbjörn dans Overwatch (2016).

### Vie privée

#### Famille
José Luccioni a une fille, Olivia, née le 3 janvier 1985,, également comédienne active dans le doublage et directrice artistique.

#### Mort
Il meurt le 2 juin 2022 à Neuilly-sur-Seine (Hauts-de-Seine) à l'âge de 72 ans. Il est inhumé au cimetière d'Athis-Mons, dans l'Essonne, aux côtés de sa mère Micheline.

## Théâtre
- 1972 : Monsieur chasse ! de Georges Feydeau, mise en scène Jacques-Henri Duval, théâtre des Célestins, tournée Herbert-Karsenty
- 1988 : À ta santé, Dorothée de Remo Forlani, mise en scène Jacques Seiler, théâtre de la Renaissance

## Filmographie

### Cinéma
- 1972 : Un meurtre est un meurtre d'Étienne Périer : le livreur de Carouse
- 1973 : Les Volets clos de Jean-Claude Brialy : Arthur, le facteur
- 1973 : Les Malheurs de la comtesse de Bernard Deflandre : Robert
- 1974 : Comme un pot de fraises de Jean Aurel
- 1975 : Catherine et Compagnie de Michel Boisrond : un journaliste
- 1979 : Il y a longtemps que je t'aime de Jean-Charles Tacchella : Roger, le mari de Nathalie
- 1979 : Le Mouton noir de Jean-Pierre Moscardo : Weber
- 1982 : N'oublie pas ton père au vestiaire de Richard Balducci
- 1983 : Danton d'Andrzej Wajda : un sans-culotte au début du film, puis un soldat républicain à plusieurs reprises
- 2017 : Jour de pluie de Jhon Rachid et Antoine Barillot : voix off (court métrage)

### Télévision
- 1974 : Un matin de juin 1940 de Claude-Jean Bonnardot
- 1976 : Au théâtre ce soir : La Sainte Famille d'André Roussin, mise en scène Georges Vitaly, réalisation Pierre Sabbagh, théâtre Édouard-VII
- 1979 : Joséphine ou la Comédie des ambitions
- 1979 : Au théâtre ce soir : Ne quittez pas de Marc-Gilbert Sauvajon et Guy Bolton, mise en scène Max Fournel, réalisation Pierre Sabbagh, théâtre Marigny
- 1981 : Les Amours des années grises
- 2013 : Beretta, derrière la voix : lui-même (documentaire)

### Musique
- 2018 : JVLIVS de SCH[7]
- 2021 : JVLIVS II de SCH[7] sur les morceaux Gibraltar, La Battue, Le Coup d'avance ainsi que sur le clip de Marché noir[8] de SCH[7]

## Doublage
Note : Les dates indiquées en italique correspondent aux sorties initiales des films auxquels José Luccioni a participé aux doublages tardifs et aux redoublages.

### Cinéma

#### Films
- Al Pacino dans :
  - Heat (1995) : Vincent Hanna
  - L'Associé du diable (1997) : John Milton
  - Révélations (1999) : Lowell Bergman
  - L'Enfer du dimanche (1999) : Tony D'Amato
  - Insomnia (2002) : détective Will Dormer
  - Simone (2002) : Viktor Taransky
  - Influences (2002) : Eli Wurman
  - Amours troubles (2003) : Starkman
  - La Recrue (2003) : Walter Burke
  - Two for the Money (2005) : Walter Abrams
  - 88 Minutes (2007) : Jack Gramm
  - Ocean's Thirteen (2007) : Willie Bank
  - La Loi et l'Ordre (2008) : lieutenant David « Rooster » Fisk
  - Jack et Julie (2011) : lui-même
  - Un flic pour cible (2011) : détective Charles Stanford
  - Les Derniers Affranchis (2013) : Val
  - Manglehorn (2014) : A.J. Manglehorn
  - The Humbling (2015) : Simon Axler
  - Manipulations (2016) : Charles Abrams
  - Hangman (2017) : Ray Archer
  - Once Upon a Time… in Hollywood (2019) : Marvin Schwarz
  - The Irishman (2019) : James Riddle « Jimmy » Hoffa
  - House of Gucci (2021) : Aldo Gucci
- Beau Bridges dans :
  - L'Heure du crime (1987) : Sam Wayburn
  - Sauvez Willy 4 : Le Repaire des pirates (2010) : Gus Grisby
  - The Descendants (2011) : cousin Hugh
  - Hit and Run (2012) : Clint Perkins
  - Tout sur Nina (2018) : Larry Michaels
  - One Night in Miami (2020) : M. Carlton
- Joe Mantegna dans :
  - Le Parrain 3 (1990) : Joey Zasa
  - Bébé part en vadrouille (1994) : Eddie
  - Personnel et Confidentiel (1996) : Bucky Terranova
  - Redbelt (2009) : Jerry Weiss
- Chris Penn dans :
  - Nos funérailles (1996) : Chez Tempio
  - Le Suspect idéal (1997) : l'inspecteur Phillip Braxton
  - Rush Hour (1998) : Clive Cobb
- Michael Rooker dans :
  - Horribilis (2006) : Grant
  - The Belko Experiment (2016) : Bud Melks
  - The Suicide Squad (2021) : Brian Durlin / Savant
- Edward James Olmos dans :
  - The Green Hornet (2011) : Mike Axford
  - 2 Guns (2013) : Papi Greco
  - Blade Runner 2049 (2017) : Gaff
- Brian Cox dans :
  - La Planète des singes : Les Origines (2011) : John Landon
  - Forsaken (2015) : James McCurdy
  - Super Troopers 2 (2018) : le capitaine O'Hagan
- John Travolta dans :
  - Carrie au bal du diable (1976) : Billy Nolan
  - Un cri du cœur (1991) : Jack Cabe
- Tim Curry dans :
  - Annie (1982) : Rooster Hannigan
  - À la poursuite d'Octobre rouge (1990) : Dr Yevgueni Petrov
- Bill Paxton dans :
  - Aliens, le retour (1986) : 1re classe William Hudson
  - Predator 2 (1990) : Jerry Lambert
- John Turturro dans :
  - La Couleur de l'argent (1986) : Julian
  - Les Anges de la nuit (1991) : Nick
- Robert Pastorelli dans :
  - Le Flic de Beverly Hills 2 (1987) : Vinnie
  - Piège en eaux troubles (1993) : le détective Jimmy Detillo
- Ron Perlman dans :
  - Alien, la résurrection (1997[9]) : Johner
  - The Big Ugly (2020) : Preston
- Peter Mullan dans :
  - Les Fils de l'homme (2006) : Syd
  - Hostiles (2018) : le lieutenant-colonel Ross McCowan
- Harvey Keitel dans :
  - Mon beau-père et nous (2010) : Randy Weir
  - Moonrise Kingdom (2012) : le commandant Pierce
- Tom Waits dans :
  - Sept Psychopathes (2012) : Zachariah Rigby
  - La Ballade de Buster Scruggs (2018) : le chercheur d'or

- 1933 : L'Homme invisible : Jack Griffin (Claude Rains)
- 1962[10] : Requiem pour un champion : Louis Rivera (Anthony Quinn)
- 1971[11] : Tueur malgré lui : Colorado McGee (Ben Cooper)
- 1972[12] : Le Parrain : don Vito Corleone (Marlon Brando)
- 1973 : Breezy : Bruno (Dennis Oliveri) et Norman (Johnnie Collins III)
- 1974 : Crime à distance : le producteur TV (Ray Callaghan)
- 1974[13] : Dark Star : Boiler (Cal Cuniholm)
- 1976 : Cœur de verre : le conteur du verre rubis[Qui ?]
- 1976 : Car Wash : Chuco (Pepe Serna)
- 1977 : À la recherche de Mister Goodbar : Tony Lo Porto (Richard Gere)
- 1977 : New York, New York : Arnold Trench (David Nichols)
- 1978 : La Nuit des masques : Paul (John Carpenter)
- 1978 : Les Dents de la mer 2 : Andy (Gary Springer)
- 1978 : Oliver's Story : Stephen Simpson (Charles Haid)
- 1978 : L'Argent de la banque : Berg (Michael Donaghue)
- 1978 : La Grande Menace : un policier (John Flanagan) (1er doublage)
- 1978 : L'Empire de la passion : un invité du banquet à la taverne[Qui ?]
- 1978 : Graffiti Party : « le râleur » (Johnny Fain)
- 1979 : Star Trek, le film : le commandant Branch (David Gautreaux) (1er doublage)
- 1979 : Le Grand Embouteillage : Vittorio (Aldo Riva)
- 1979 : Que le spectacle commence : Joshua Penn (Max Wright)
- 1979 : Le Shérif et les Extra-terrestres : le pilote d'hélicoptère[Qui ?]
- 1979 : Tendre Combat : Hector Mandilla (Richard Lawson)
- 1979 : Les Muppets, le film : Max (Austin Pendleton) / Waldorf
- 1980 : Au-delà de la gloire : Johnson (Kelly Ward)
- 1980 : Cannibal Holocaust : Alan Yates (Carl Gabriel York)
- 1980 : Le Gang des frères James : Charlie Ford (Christopher Guest)
- 1981 : Hurlements : l'employé à la morgue (John Sayles)
- 1981 : La Vie en mauve : Bobby Gibbons (Kevin Dobson)
- 1981 : Massacres dans le train fantôme : Buzz Klemmett (Cooper Huckabee)
- 1981 : Le Tueur du vendredi : Mark (Tom McBride)
- 1981 : Métal hurlant : le capitaine Sternn (Eugene Levy)
- 1981 : Le Prince de New York : Mario Vincente (Steve Inwood (en))
- 1981 : Le Bateau : maître d’équipage Kriechbaum (Bernd Tauber) (1er doublage)
- 1981 : Absence de malice : John (Oswaldo Calvo)
- 1982 : Un justicier dans la ville 2 : Cutter (Laurence Fishburne)
- 1982 : Britannia Hospital : Red (Mark Hamill)
- 1982 : Creepshow : Charlie Gereson (Robert Harper)
- 1982 : Gandhi : Herman Kallenbach (Günther Maria Halmer)
- 1983 : Les Prédateurs : Ron (James Aubrey)
- 1984 : Les Aventures de Buckaroo Banzaï à travers la 8e dimension : Burt (Kenneth Magee)
- 1984 : Les Griffes de la nuit : le sergent Garcia (Joe Unger)
- 1984 : Le Bounty : Matthew Quintal (Neil Morrissey)
- 1984 : Il était une fois en Amérique : Bugsy (James Russo) (1er doublage)
- 1984 : La Belle et l'Ordinateur : Bill (Maxwell Caulfield)
- 1984 : Les Rues de feu : l'officier Cooley (Rick Rossovich)
- 1986 : Le Sixième Sens : Jimmy Price (Dan Butler)
- 1986 : Top Gun : Nick « Goose » Bradshaw (Anthony Edwards)
- 1986 : Y a-t-il quelqu'un pour tuer ma femme ? : Earl Mott (Bill Pullman)
- 1986 : Les Aventures de Jack Burton dans les griffes du Mandarin : Eddie Lee (Donald Li)
- 1986 : Banco : Felix (Alfie Wise)
- 1987 : RoboCop : Leon Nash (Ray Wise), Kaplan (Del Zamora) et le braqueur du mini market[Qui ?]
- 1987 : Beauté fatale : Carl Jimenez (Rubén Blades)
- 1987 : Cold Steel : Sur le fil du rasoir : le chef du gang des mexicains (Jesse Aragon)
- 1988 : Fantômes en fête : Brice Cummings (John Glover)
- 1988 : Elvira, maîtresse des ténèbres : Bob Redding (Daniel Greene)
- 1988 : Prison : Joe « Joe Lasagne » Lazzaro (Ivan Kane)
- 1990 : L'Expérience interdite : Randy Steckle (Oliver Platt)
- 1990 : Jours de tonnerre : lui-même (Rusty Wallace)
- 1991 : Thelma et Louise : le policier (Jason Beghe)
- 1991 : Homicide : Tim Sullivan (William H. Macy)
- 1992 : Sister Act : le nouveau journaliste (Robert Jimenez)
- 1992 : Constat d'adultère : Maître Campione (Rocco Siffredi)
- 1993 : True Romance : Cody Nicholson (Tom Sizemore)
- 1994 : Tout le monde dit oui : ? (Eric Weiss)
- 1995 : Une journée en enfer : Ricky Walsh (Anthony Peck)
- 1995 : Le Jour de la bête : José María (Santiago Segura)
- 1995 : Casino : Phillip Green (Kevin Pollak)
- 1997 : Affliction : Wade Whitehouse (Nick Nolte)
- 1997 : Event Horizon, le vaisseau de l'au-delà : capitaine John Kilpack (Peter Marinker)
- 1998 : Snake Eyes : Lou Logan (Kevin Dunn)
- 1998 : Blade : Quinn (Donal Logue)
- 1999 : À tombeau ouvert : le capitaine Barney (Arthur J. Nascarella)
- 1999 : En direct sur Ed TV : Jay Leno
- 2002 : John Q : Jimmy Palumbo (David Thornton)
- 2003 : Inspecteur Gadget 2 : le professeur Von Schprokenwitch (Gino Lemura)
- 2004 : Alamo : le colonel Green Jameson (Tom Davidson)
- 2004 : Starsky et Hutch : Jeff, le barman (G.T. Holme)
- 2005 : Red Mercury : Sidney (Ron Silver)
- 2005 : Lord of War : le colonel Oliver Southern (Donald Sutherland)
- 2005 : Dirty : Roland (Robert LaSardo)
- 2006 : Fast and Furious: Tokyo Drift : l'oncle de D.K. (Sonny Chiba)
- 2006 : Les Fantômes de Goya : le moine encapuché (Ramón Langa)
- 2007 : Paranoïak : Robert Turner (David Morse)
- 2008 : The Strangers : l'homme au masque (Kip Weeks)
- 2009 : Transformers 2 : La Revanche : The Fallen (Tony Todd) (voix)
- 2009 : Harry Brown : Sidney « Sid » Rourke (Liam Cunningham)
- 2011 : Wu Xia : le Maître (Jimmy Wang Yu)
- 2014 : Rec 4 : le capitaine Ortega (Mariano Venancio)
- 2014 : L'Amour à vol d'oiseau : le prêtre (Josse De Pauw)
- 2015 : Hitman: Agent 47 : Litvenko (Ciarán Hinds)
- 2017 : Undercover Grandpa : Grandpa (James Caan)
- 2017 : Section 99 : Dean (Adam Mucci) et Mr. Irving (Fred Melamed)
- 2017 : The Adventurers : un membre du gang de King Kong ( ? )
- 2017 : Dead in Tombstone: Le Pacte du Diable : Bob (Dan McDougall)
- 2018 : Downsizing : un habitant de la colonie d'origine ( ? )
- 2018 : Bayoneta : Jyrki (Ilkka Koivula)
- 2019 : Velvet Buzzsaw : l'agent de maintenance de l'usine (Steven Williams)
- 2019 : Extremely Wicked, Shockingly Evil and Vile : le juge George Lohr (Ken Strunk)
- 2019 : Opération Brothers : le général Weiss (Danny Keogh)
- 2019 : Gemini Man : Felix (Jeff J.J. Authors)
- 2019 : La Plateforme : le prisonnier de l'étage 7 (Mario Pardo)
- 2020 : Mode avion : Germano (Erasmo Carlos)
- 2020 : 365 Jours : Mario (Bronislaw Wroclawski)
- 2020 : Project Power : un policier ( ? ) et le client en fauteuil roulant ( ? )
- 2020 : Girl : La Fille à la hache : le barman (Glen Gould)
- 2021 : Judas and the Black Messiah : J. Edgar Hoover (Martin Sheen)
- 2021 : La Main de Dieu : ? ( ? )
- 2021 : Blue Miracle : Wayne Bisbee (Bruce McGill)
- 2021 : Night Teeth : Gio (Bryan Batt) et le professeur de Benny (Robert Larriviere)
- 2022 : Le Secret de la cité perdue : le chauffeur de taxi (Omar Patin)

#### Films d'animation
- 1985 : Astérix et la Surprise de César : l'annonceur
- 1987 : La Guerre des robots : Cliffjumper
- 2003 : Les Énigmes de l'Atlantide : Carnaby
- 2007[14] : Evangelion: 1.0 You Are (Not) Alone : Kiele Lorentz
- 2011 : Rango : Balthazar[15]
- 2014 : Opération Casse-noisette : Raton
- 2014 : La Légende de Manolo : Général Posada
- 2016 : Rock Dog : Trey
- 2016 : Zootopie : souris constructeur
- 2018 : Hôtel Transylvanie 3 : Des vacances monstrueuses : Abraham Van Helsing[n 1]
- 2019 : Evangelion Death (True)² : Kiel Lorenz
- 2019 : Ni no kuni : le roi Fidelius
- 2019[16] : Pauvre Toutou ! : Norm
- 2020 : Mortal Kombat Legends: Scorpion's Revenge  : Shang Tsung
- 2020 : Les Trolls 2 : Tournée mondiale : King Thrash
- 2022 : Hôtel Transylvanie : Changements monstres : Abraham Van Helsing[n 1]

### Télévision

#### Téléfilms
- Beau Bridges dans :
  - Les Épreuves de la vie (2000) : Omar Duvall
  - Magnitude 10,5 (2004) : Paul Hollister, le président des États-Unis
  - Voyeurs.com (2006) : Harvey Bellinger
  - Magnitude 10,5 : L'Apocalypse (2006) : Paul Hollister
  - Stargate : L'Arche de vérité (2008) : Henry « Hank » Landry
  - Stargate : Continuum (2008) : Henry « Hank » Landry
  - Un Noël retrouvé (2017) : Michael D'Angelo
- Al Pacino dans :
  - La Vérité sur Jack (2010) : Jack Kevorkian
  - Phil Spector (2013) : Phil Spector
  - Paterno (2018) : Joe Paterno
- 1976 : L'Enfant bulle : Bruce Shuster (Skip Lowell)
- 1978 : Terreur dans le ciel : Groves (Joe E. Tata)
- 1981 : La Chartreuse de Parme : le lieutenant Robert (Marc Porel)
- 1983 : Genius Kid Steve Bensfield (Dean Butler)
- 1984 : L'Amour aveugle) : Morris Frank (Timothy Bottoms)
- 1990 : Psychose 4 : Chet Rudolph (Tom Schuster)
- 1999 : Chantage sans issue : Morano (Saul Rubinek)
- 2001 : Frayeur à domicile : Jack Mize (Stephen Shellen)
- 2003 : Le Mystère des sources du Nil : voix off
- 2009 : Le Secret d'une sœur : Kurt (Shawn Lawrence)
- 2009 : Des mains en or : un médecin (?)
- 2011 : L'amour face au danger : Nick (Keith MacKechnie)
- 2014 : Au cœur de la tempête : Pops (Burt Reynolds)
- 2015 : Noël dans les montagnes : DJ Baley (Danny Vinson)
- 2016 : The Saint : Xander (Ian Ogilvy)
- 2018 : Marions-nous à Noël ! : grand-père Joe (Richard Lund)

#### Séries télévisées
- Beau Bridges dans :
  - Maximum Bob (1998) : le juge Bob Gibbs
  - Espions d'État (2002-2003) : Tom Gage
  - Washington Police (2002) : Tom Gage (saison 2, épisode 19)
  - Stargate SG-1 (2005-2007) : Henry « Hank » Landry
  - Stargate Atlantis (2005-2006) : Henry « Hank » Landry
  - Into the West (2005) : Stephen Hoxie (mini-série)
  - Earl (2005-2008) : Carl Hickey
  - Desperate Housewives : Eli Scruggs (saison 5, épisode 13)
  - The Closer : L.A. enquêtes prioritaires : l'inspecteur George « Georgette » Andrews
  - FBI : Duo très spécial (2011-2012) : l'agent Kramer (saison 3)
  - The Millers (2013-2015) : Tom Miller
  - Code Black (2016) : Pete Delaney
  - Bloodline (2016-2017) : Roy Gilbert
  - Mosaic (2018) : Alan Pape (mini-série)
  - Homeland (2018-2020) : le vice-président puis président Ralph Warner
  - The Premise (2021) : William (saison 1, épisode 2)
- Kevin Weisman dans :
  - Alias (2001-2006) : Marshall Flinkman
  - Ghost Whisperer (2006) : Dennis Hightower  (saison 2, épisode 4) 
  - Moonlight (2007) : Steve Balfour
  - Chuck (2007) : Reardon Paine
  - October Road, un nouveau départ (2007) : Duncan Bow
  - Human Target : La Cible (2010) : Martin Gleason
  - Awake (2012) : l'inspecteur Ed Hawkins
  - Scorpion (2015) : Ray Spiewack
- Peter Mullan dans :
  - Top of the Lake (2013) : Matt Mitcham
  - Quarry (2016) : The Broker
  - Ozark (2017-2018) : Jacob Snell
  - Westworld (2018) : James Delos
  - The North Water (en) (2021) : le prêtre (mini-série)
- Mitch Pileggi dans :
  - Dallas (2012-2014) : Harris Ryland
  - Supergirl (2019-2020) : Rama Khan (4 épisodes)
  - Walker (2021-2022) : Bonham Walker (1re voix jusqu'à saison 2 épisode 12)
- Paul Ben-Victor dans :
  - Vinyl (2016) : Maury Gold
  - Santa Clarita Diet (2018) : Mark
  - Pam and Tommy (2022) : l'avocat Richard Alden (mini-série)
- Ian McShane dans :
  - En immersion (2001-2003) : Jamie Lamb
  - American Gods (2017-2021) : M. Wednesday
- Courtney B. Vance dans :
  - New York, section criminelle (2001-2006) : le substitut Ron Carver
  - State of Affairs (2014-2015) : Marshall Payton
- Al Pacino dans :
  - Angels in America (2003) : Roy Cohn (mini-série)
  - Hunters (2020) : Meyer Offerman (1re voix - saison 1)
- Robert LaSardo dans :
  - Nip/Tuck (2004-2010) : Escobar Gallardo
  - Ghost Whisperer (2005) : Julian Borgia (saison 1, épisode 8)
- Ciarán Hinds dans :
  - Rome (2005-2007) : Jules César
  - The Terror (2018) : John Franklin
- John Kavanagh dans :
  - Vikings (2013-2020) : le Voyant (Sejðmaðr), qui pratique le « Seiðr »
  - Vikings: Valhalla (2022) : le Voyant (1re voix - saison 1)
- Lee Majors dans :
  - Ash vs. Evil Dead (2016) : Brock Williams
  - Magnum (2019) : Russell Harlan

- L'Agence tous risques : Frankie Santana (Eddie Velez)
- À la Maison-Blanche : Bruno Gianelli (Ron Silver) (2e voix)
- Alerte à Malibu : Mike Newman (Michael Newman)
- Au-delà du réel : L'aventure continue (Saison 5 Episode 3) : Marlon (Roddy Piper)
- Les Derniers Jours de Pompéi : Lepidus (Tony Anholt)
- Inspecteur Derrick : Erich Hoffmann (Pierre Franckh)
- Falcon Crest : Lance Cumson (Lorenzo Lamas)
- Fame : Danny Amatullo (Carlo Imperato) (saison 1) / Bruno Martelli (Lee Curreri) (saisons 2 et 3)
- Galactica : le lieutenant Starbuck (Dirk Benedict)
- Good Girls Revolt : William « Wick » McFadden (James Belushi)
- Lost : Les Disparus : Kelvin Joe Inman (Clancy Brown)
- Person of Interest : Arthur Claypool (Saul Rubinek) (saison 3, épisodes 11 et 12)
- Rick Hunter : Ellis Riley (Darnell Williams)
- Riptide : Nicholas « Nick » Ryder (Joe Penny)
- Smallville : l'agent Frank Loder (Gary Hudson)
- Les Spécialistes : Investigation scientifique : le général Abrami (Massimo Wertmüller)
- Stargate SG-1 : Hagan (Terence Kelly) (épisode 7.08)
- The Five : Jakob Marosi (Rade Šerbedžija)
- Les Désastreuses Aventures des orphelins Baudelaire : M. le Directeur (Don Johnson)
- 1997-2004 : JAG : le lieutenant-colonel John Farrow (Ben Murphy) (3 épisodes)
- 1998-2000 : Les Anges du bonheur : Donnie Mancuso (Joe Regalbuto) (saison 5, épisode 4), Gus Zimmerman (Michael Jeter) (saison 5, épisode 17), Tony (Joey Miyashima) (saison 5, épisode 20) et Denny Blye (Kenny Rogers) (saison 6, épisode 15)
- 1999 : Les Enquêtes du professeur Capellari : M. Bachhaus (Jörg Hube) (saison 1, épisode 3)
- 2002-2003 : The Shield : Ben Gilroy (en) (John Diehl) (8 épisodes)
- 2003 : Siska : Max Wulfert (Alexander Radszun) (saison 6, épisode 2)
- 2003 : Un cas pour deux : le commiassaire Pölzig (Friedrich-Karl Praetorius) (saison 24, épisode 1)
- 2006-2009 : Ghost Whisperer : voix-off de la pub [Qui ?] (saison 1, épisode 16), le fantôme du ranch (Dale Gibson) (saison 1, épisode 20), le présentateur télé (Mark Thompson) (saison 1, épisode 22), le prêtre (Gregg Daniel) (saison 2, épisode 1), le coach de base-ball de Jim [Qui ?] (saison 2, épisode 10), Dr Chiles (Damien Leake) (saison 3, épisode 12) et Gordon Bradey (Graham McTavish) (saison 4, épisode 23)
- 2006 / 2017 : Inspecteur Barnaby : Lance Woodrow (Miles Anderson) (saison 9, épisode 8) et Mitch McAllister (Neil Morrissey) (saison 19, épisode 2)
- 2010-2014 : Boardwalk Empire : Johnny Torrio (Greg Antonacci (en))
- 2011 : Body of Proof : Harvey Brady (Jay O. Sanders) (saison 2, épisode 7)
- 2013 : The Walking Dead : David Chambler (Danny Vinson) (saison 4, épisode 6)
- 2015 : Black Sails : Alfred Hamilton (Danny Keogh)
- 2015-2018 : Sense8 : le grand-père de Capheus (Chris Kamau) (saison 1, épisode 7), le vieil homme de Hoy (Sylvester McCoy) (saison 2) et voix additionnelles
- 2016-2017 : Shooter : Hugh Meachum (Tom Sizemore) (6 épisodes)
- 2017 : Colony : ambassadeur King (Andrew Divoff) (saison 2, épisode 11)
- 2017 : Absentia : Gregory Nash (Mitchell Mullen)
- 2017 : Knightfall : Jacques de Molay (Robert Pugh) (saison 1)
- 2018[17]-2021 / 2018 / 2019 : Cobra Kai : Cid (Edward Asner) (3 épisodes), le gardien de la piscine [Qui ?] (saison 1, épisode 2) et Cutter (Stephan Jones) (saison 2, épisode 2)
- 2019 : The Terror : M. Delaney (Garry Chalk) (saison 2, épisode 9)
- 2019 : The Morning Show : M. Jackson (David Morse)
- 2019 : Apache : La Vie de Carlos Tévez (es) : Chacho (Patricio Contreras)
- 2019 : Gotham : Boggs (Jimmy Palumbo)
- 2019 : Vikings : le forgeron [Qui ?] (saison 5, épisode 20)
- 2019 : Young Sheldon : M. Stover (Dennis Cockrum) (saison 3, épisode 1)
- 2019-2021 : The Witcher : le roi Foltest (Shaun Dooley)
- 2020 : Miracle Workers : l'oracle (David Gant (en))
- 2020 : Hollywood : Ace Amberg (Rob Reiner) (mini-série)
- 2020 : The Boys : Sam Butcher (John Noble) (saison 2, épisode 7)
- 2020 : Barbares : Segimer (Nicki von Tempelhoff (de)) (saison 1)
- 2020 : Les Wedding Planners : Bill (Chris Gillett)
- 2020 : Legends of Tomorrow : Marchosias, le chien de l'enfer (Andrew Morgado (en)) (voix - saison 5, épisode 11)
- 2020-2021 : Gentefied : Casimiro « Pop » Morales (Joaquín Cosío)
- 2021 : The Crew (en) : Bobby Spencer (Bruce McGill)
- 2021 : Sexify : Ojciec Mariusza (Jacek Lenartowicz) (saison 1, épisodes 1 et 6), le client avec son oridinateur [Qui ?] (saison 1, épisode 2), le professeur militaire [Qui ?] (saison 1, épisode 3) et l'instructeur de tir (Michal Wielewicki) (saison 1, épisode 4)
- 2022 : Vikings: Valhalla : Sven à la Barbe fourchue (Søren Pilmark) (1re voix - saison 1)
- 2022 : Our Flag Means Death : le chef Mabo (Gary Farmer) (saison 1)

#### Séries d'animation
- 1978-1979 : Candy : Alistair (à partir de l'épisode 67) / Albert (à partir de l'épisode 85) / personnages divers
- 1982 : Il était une fois… l'Espace
- 1982-1983 : Les Mystérieuses Cités d'or : Viracocha / Kaola
- 1983 : SuperTed : SuperTed
- 1983-1985 : Le Sourire du dragon : Hank
- 1984-1984 : Pole Position : Luc
- 2005-2007 : American Dragon : Jake Long : Fu Dog
- 2009-2011 : Star Wars: The Clone Wars : chef des Dug (saison 2) / capitaine Ackbar (saison 4)
- 2013-2014 : Dofus : Aux trésors de Kerubim : maître Nabur
- 2013 : Le Petit Prince : l'aîné des crabes
- 2018 : Dragon Ball Super : Toppo
- 2019 : Neon Genesis Evangelion : Kiele Lorentz

### Jeux vidéo
- 2001 : Black and White : Nemesis / voix off et voix additionnelles
- 2001 : Commandos 2: Men of Courage : Samuel Brooklyn, le mécano
- 2001 : Halo: Combat Evolved : le soldat Manuel Mendoza et voix additionnelles
- 2002 : Mafia: The City of Lost Heaven : Tommy Angelo
- 2002 : Neverwinter Nights : ?
- 2002 : Robin Hood : La Légende de Sherwood : Guy de Gisbourne, les officiers, voix additionnelles
- 2003 : Freelancer : le capitaine Michael King et voix additionnelles
- 2004 : Doom 3 : Malcolm Betruger et voix additionnelles
- 2004 : Resurrection of Evil : Malcolm Betruger et voix additionnelles
- 2004 : Halo 2 : voix additionnelles
- 2004 : Rome: Total War : Les généraux des factions barbares
- 2005 : Star Wars: Republic Commando : le capitaine Talbot et voix additionnelles
- 2005 : Jade Empire : Zeng le Moine
- 2005 : Quake 4 : Sergent Sledge
- 2005 : Mercenaries: Playground of Destruction : Mitchell Bufford
- 2005 : Fahrenheit : Bogart / Doug / John Winston
- 2005 : Madagascar : Commandant
- 2006 : Gears of War : Marcus Fenix et Anthony Carmine
- 2006 : Runaway 2: The Dream of the Turtle : Archibald
- 2006 : Neverwinter Nights 2 : Khelgar Poindanel
- 2007 : Kane and Lynch: Dead Men : Lynch
- 2007 : STALKER: Shadow of Chernobyl : Sidorovitch
- 2007 : Uncharted: Drake's Fortune : Victor Sullivan
- 2008 : Call of Duty: World at War : le sergent Viktor Reznov
- 2008 : Fable II : voix additionnelles
- 2008 : Gears of War 2 : Marcus Fenix
- 2008 : Mass Effect : le général Septimus
- 2008 : Turok : Kane
- 2009 : Red Faction: Guerrilla : Randy Jenkins
- 2009 : Call of Juarez: Bound in Blood : Juan « Juarez » Mendonza
- 2009 : Dragon Age: Origins : Oghren
- 2009 : Risen : Don Esteban
- 2009 : The Saboteur : Vittore
- 2009 : Uncharted 2: Among Thieves : Victor Sullivan
- 2009 : Assassin's Creed II : voix additionnelles[18]
- 2010 : Aliens vs. Predator : Charles Bishop Weyland et voix additionnelles
- 2010 : Heavy Rain : Scott Shelby
- 2010 : Kane and Lynch 2: Dog Days : Lynch
- 2010 : Mafia II : Luca Gurino, Tommy Angelo
- 2010 : Mass Effect 2 : Niftu Cal
- 2010 : Metro 2033 : le colonel Melnik, Eugène et voix additionnelles
- 2010 : Sam and Max : Au-delà du temps et de l'espace : l'esprit des Noëls présents et Jimmy Hoffa
- 2011 : Deus Ex: Human Revolution : Si Hung Tong
- 2011 : Dragon Age 2 : Bartrand
- 2011 : Gears of War 3 : Marcus Fenix
- 2011 : Uncharted 3: L'Illusion de Drake : Victor Sullivan
- 2012 : Mass Effect 3 : Grunt (Krogan)
- 2012 : Les Royaumes d'Amalur : Reckoning : Jubal Caledus
- 2012 : Spec Ops: The Line : Jeff Riggs
- 2012 : PlayStation All-Stars Battle Royale : Victor Sullivan
- 2012 : Uncharted: Golden Abyss : Victor Sullivan
- 2012 : The Darkness II : Jimmy La Grappe
- 2012 : Call of Duty: Black Ops II : Russman (personnage du mode zombie)
- 2013 : Metro: Last Light : le colonel Melnik et voix additionnelles
- 2014 : Watch Dogs + (DLC : Bad Blood) : Raymond « T-Bone » Kenney[18]
- 2015 : Just Cause 3 : Tom Sheldon
- 2015 : Fallout 4 : Longfellow
- 2016 : Uncharted 4: A Thief's End : Victor Sullivan
- 2016 : Overwatch : Torbjörn
- 2016 : Deus Ex: Mankind Divided : l'inspecteur Montag
- 2016 : Watch Dogs 2 : Raymond « T-Bone » Kenney[18]
- 2016 : Gears of War 4 : Marcus Fenix
- 2016 : Final Fantasy XV : Cid Sophiar
- 2018 : Just Cause 4 : Tom Sheldon
- 2018 : Call of Duty: Black Ops IIII : Russman (personnage du mode zombie)
- 2019 : Metro Exodus : le colonel Melnik
- 2019 : Iratus: Lord of the Dead : Iratus
- 2019 : Gears 5 : Marcus Fenix
- 2020 : No Straight Roads : Retdex, Timmy
- 2021 : Necromunda: Hired Gun : Dome Runner

### Direction artistique
Note : Les dates indiquées en italique correspondent aux sorties initiales des films auxquels José Luccioni a participé aux doublages tardifs et aux redoublages.
Films
- 1972 : Le Parrain (2e doublage, 2008)
- 1974 : Le Parrain 2 (2e doublage, 2008)
- 1991 : Bugsy
- 1996 : Le Guerrier d'acier
- 1998 : Snake Eyes
- 1999 : Instinct
- 1999 : Hantise
- 1999 : American Beauty[19]
- 2000 : Shanghai Kid[20]
- 2000 : Le Plus Beau des combats
- 2001 : Snow, Sex and Sun
- 2002 : Bad Company
- 2002 : La 25e Heure[21]
- 2003 : Le Médaillon[22]
- 2003 : Inspecteur Gadget 2
- 2003 : Shanghai Kid 2[23]
- 2004 : Million Dollar Baby[24]
- 2004 : Le Roi Arthur[25]
- 2004 : Hidalgo[26]
- 2004 : Instincts meurtriers
- 2005 : Orgueil et Préjugés
- 2005 : Flight Plan[27]
- 2005 : Lord of War[28]
- 2006 : Southland Tales
- 2006 : Raisons d'État
- 2006 : Déjà vu
- 2007 : Bad Times
- 2007 : Gone Baby Gone
- 2007 : Bande de sauvages
- 2008 : The Strangers[29]
- 2009 : Clones
- 2009 : La Montagne ensorcelée
- 2009 : Les Vies privées de Pippa Lee
- 2009 : Harry Brown
- 2010 : Prince of Persia : Les Sables du Temps
- 2010 : Agnosia
- 2010 : Welcome to the Rileys
- 2010 : Le Silence des ombres
- 2011 : Real Steel[30]
- 2011 : Malveillance
- 2012 : Rec 3 Génesis
- 2013 : Sept Psychopathes
- 2014 : Rec 4
- 2014 : Cell 213
- 2015 : Bus 657
- 2016 : Spotlight
- 2016 : Bad Santa 2
- 2016 : One More Time
- 2017 : XXX: Reactivated
- 2017 : Undercover Grandpa
- 2017 : The Adventurers
- 2017 : Section 99
- 2018 : Downsizing
- 2018 : Black Panther
- 2018 : L'Ange du Mossad
- 2018 : Marie Stuart, reine d'Écosse
- 2018 : Backtrace (co-direction avec Olivier Cuvellier)
- 2019 : Velvet Buzzsaw
- 2019 : Triple frontière
- 2019 : Opération Brothers
- 2019 : Gemini Man
- 2019 : Togo
- 2019 : La Plateforme
- 2019 : The Coldest Game
- 2019 : Bad Education
- 2020 : Rencontre fatale
- 2020 : Project Power
- 2020 : Books of Blood
- 2021 : Blue Miracle
- 2021 : Night Teeth
- 2021 : Clair-obscur
- 2022 : Le Secret de la cité perdue

Téléfilms
- 1994 : Les Galons du silence
- 2009 : Des mains en or
- 2009 : Le vol 52 ne répond plus[18]
- 2014 : La Veuve noire[18]
- 2015 : Une mission pour Noël
- 2015 : Coup de foudre au manoir hanté
- 2015 : Une famille pour Noël
- 2015 : L'Homme à tout faire
- 2016 : L'Instinct d'une mère[18]
- 2016 : Au cœur du secret
- 2016 : Faux-semblants
- 2017 : 30 jours pour se marier
- 2018 : Nuits blanches à Noël

Séries télévisées
- 666 Park Avenue
- Agence Matrix
- Alerte à Malibu (avec Patricia Angot et Pascale Vital)
- American Gods
- Barbares (saison 1)
- Boardwalk Empire
- Body of Proof
- Breakout Kings
- The Brink
- Cobra Kai (saisons 1 à 4)
- Day Break
- Les Dessous de Palm Beach
- Esprits criminels : Unité sans frontières
- Ghost Whisperer
- Golden Hour : urgences extrêmes
- Human Target : La Cible
- Intelligence
- John Adams
- Kevin Hill
- The Leftovers (saison 1)
- Legend of the Seeker : L'Épée de vérité
- Los Angeles Heat
- Les Médiums
- Men in Black
- Mon comeback (saison 2)
- Mr. Sunshine
- Rebel
- Révélations
- Rome
- Son Royaume
- Sense8
- Les Sept Mercenaires
- The Shield
- Terminator : Les Chroniques de Sarah Connor
- The Terror
- Unforgettable
- Vikings
- Vikings: Valhalla (saison 1)
- Vinyl
- Wolf Lake

Sources : DSD Doublage, RS Doublage Allodoublage et ''Voxofilm.